# Toomas Vilosius
Toomas Vilosius (* 5. Mai 1951 in Tallinn) ist ein estnischer Politiker und Mediziner. Er gehört der liberalen Estnischen Reformpartei (Eesti Reformierakond) an.

## Leben und Politik
Toomas Vilosius machte 1969 das Abitur in Tallinn. Er schloss 1977 sein Medizinstudium an der Staatlichen Universität Tartu (Tartu Riiklik Ülikool) ab. Ab 1978 war er in Haapsalu als Chirurg tätig. Im Januar 1994 wechselte er unter Ministerin Marju Lauristin als Staatssekretär (kantsler) in das estnische Sozialministerium.
Von September 1994 bis November 1994 war Vilosius Sozialminister im Kabinett von Ministerpräsident Mart Laar. Er bekleidete dasselbe Amt im Kabinett von Ministerpräsident Andres Tarand von November 1994 bis April 1995 und im Kabinett von Ministerpräsident Tiit Vähi von November 1995 bis Dezember 1996. Anschließend war Vilosius ab 1999 Abgeordneter des estnischen Parlaments (Riigikogu) und unter anderem Vorsitzender des Sozialausschusses.
Nach seinem Ausscheiden aus dem Parlament 2004 wurde Vilosius Vorsitzender des Aufsichtsrats des estnischen Genomprojekts (Eesti Geenivaramu). 2006 wurde Vilosius Leiter der Öffentlichkeitsabteilung der Reederei Tallink/Silja Line.

## Privatleben
Toomas Vilosius ist mit der Ärztin Sirje Vilosius verheiratet. Das Paar hat eine Tochter und einen Sohn.